# りゅうこつ座シータ星
りゅうこつ座θ星（英語: Theta Carinae）は、太陽系から見てりゅうこつ座の方向約427 光年の距離にある3等星。同じりゅうこつ座の β・υ・ω の3星とともに「ダイヤモンド・クロス」と呼ばれるアステリズムを成している。

## 特徴

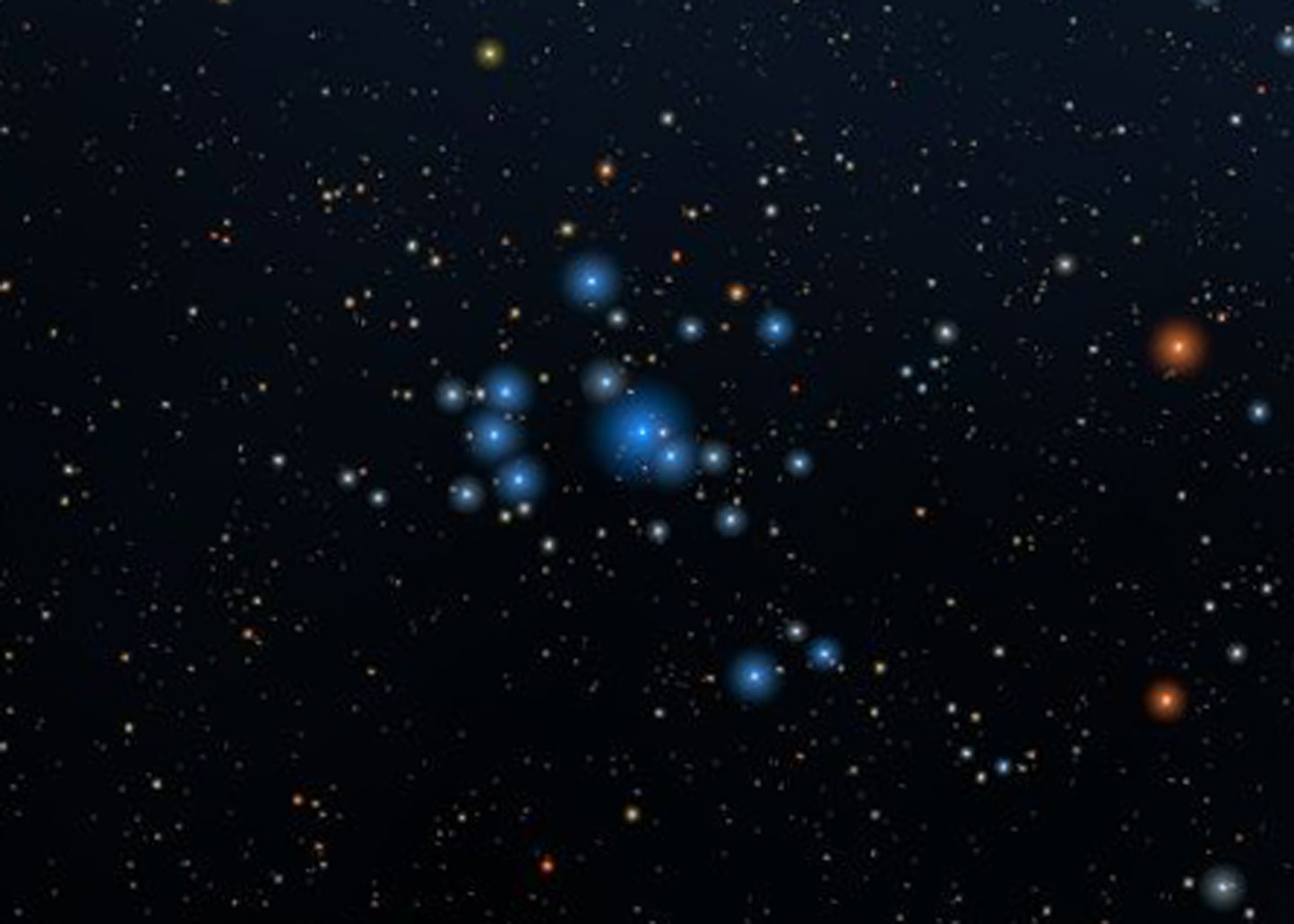
IC 2602とθ星（中央）

散開星団IC 2602に属しており、見かけの等級は2.76等とIC 2602の中では最も明るく見えることから、星団の通称にもなっている。スペクトル分類はB0Vpで、これはりゅうこつ座θ星が水素による核融合反応を起こしているB型主系列星である事を示している。pは、スペクトルに特異な性質が表れている事を示している。
| 指標            | 構成要素      | 構成要素      |
| 指標            | 主星          | 伴星          |
| --------------- | ------------- | ------------- |
| スペクトル型    |               | F             |
| 視等級          |               |               |
| 質量 (M☉)       | 14.9 ± 0.4    |               |
| 半径 (R☉)       | 5.1           |               |
| 光度 (L☉)       | 25,673        | < 256?        |
| 表面温度 (K)    | 31,000        |               |
| 表面重力(log g) | 4.20          |               |
| 金属量([Fe/H])  |               |               |
| 年齢            | 400 ± 70 万年 | 400 ± 70 万年 |

りゅうこつ座θ星は、2つの恒星が2.2日の周期で公転している分光連星で、知られている中でも、公転周期が最も短い部類に属している。2つの恒星の間には、表面のガスなどの物質が行き来しているとされており、これがスペクトルに特異な性質を示している可能性がある。主星は恐らく青色はぐれ星で、これは連星内で形成される、珍しいタイプの恒星である。連星系は、誕生から400万年経過しているとされており、周辺のIC 2602に属している恒星よりもかなり若い。
主星は、太陽の15倍の質量と、5倍の半径を持ち、表面温度は31,000Kにもなる。伴星についてはほとんど知られていないが、光度が主星の1%未満しかない、F型星とされている。

## 名称
中国では、りゅうこつ座θ星はβ星、ω星、p星、q星と共に、南船と呼ばれる星官を成している。りゅうこつ座θ星は、この3番目の恒星とされているため、南船三と呼ばれる。